# 地底王國
《地底王國》（英語：The Underland Chronicles）是蘇珊·柯林斯（Suzanne Collins）的五部史詩奇幻小說系列，原文版於2003年至2007年間首次在美國出版，臺灣則是於2012年首次出版。內容講述了關於主角葛瑞格在「地下世界」的冒險經歷，這是一個位於紐約市下方深處的地下世界。在這裡，居住著數百年前遷徙至此的人類，以及蝙蝠，蟑螂和老鼠等各種巨型生物。據作者所述，該系列涉及許多與戰爭有關的主題，包括生物戰，種族滅絕和情報戰。雖然不像作者後來的《飢餓遊戲》三部曲那樣廣為人知，但它獲得了許多人的好評。

## 劇情簡介
在一次意外下，葛瑞格與他的妹妹小靴意外的跌落自家公寓的通風管道，來到了地底世界。這裡有著各式各樣的物種，例如老鼠、蜘蛛、老鼠......等，與地表上最大的差別是，牠們都異常巨大。一開始，對地底極其不適的葛瑞格，在一次失敗的逃亡中，發現自己已經失蹤兩年多的父親有可能還活著，而且也在地底世界，這與地底人世代供奉的預言完美的吻合，因此葛瑞格也意外地成為了地底人口中的光明戰士，因此在尋找父親之餘，更要幫助地底人度過重重難關，迎向光明。

## 人物介紹
各種族名、人物名以小說中文版初版為主。

### 重要人物
葛瑞格（Gregor）（種族：陸地人）
原本為一名居住在紐約的平凡男孩，故事開始之初年僅11歲。
故事最後，由於摯友阿瑞斯的逝世，在邀請盧克薩到地面欣賞皎潔的月色後，就此永別地底世界。
小靴/瑪格麗特（Boots; Margaret）（種族：陸地人）
原名瑪格麗特，但由於喜歡玩家人的靴子，所以被暱稱為小靴。故事開始之初年僅2歲，在葛瑞格家中排行老么。
盧克薩（Luxa）（種族：地底人）
瑞加利亞的皇后，為人族的統治者，在其成年以前，權力暫由瑞加利亞理事會代理。
在《神秘印記》時，為了報答當初遭逢意外，性命垂危時，叢林細嚙族的照護之恩，因此在發現細嚙族遭受囓齒族的陷害而近乎滅族後，憤而向以災難為首的囓齒族宣戰。
故事最後雖然還未成年，但由於其在戰事中展現出的絕佳判斷以及瑞加利亞理事會多數成員的死亡，後正式掌握實權。
阿瑞斯（Ares）（種族：飛行族）
原先的結盟對象是亨利，後來由於亨利的叛國行為而受牽連，將被判處死刑前，被葛瑞格以締結盟約的形式而救下，也因此成為葛瑞格的夥伴兼摯友。
體型碩壯，毛色烏黑，然而由於性格較為叛逆，因此在同族中不受待見。
於終部曲中，亡於災難之手，最後僅留下被葛瑞格緊緊握住的爪子得以留存。
老皮（Ripred）（種族：囓齒族）
為一個睿智的囓齒族，時常趁著夜色，跑到地表的圖書館閱讀書籍。在高爵國王死後，一直希望能夠成為領導囓齒族的領袖。由於「戰狂」的身分，因此在書中也擔任葛瑞格的戰鬥指導，負責教導葛瑞格戰鬥技巧及回聲定位。
故事最後，為了成為帶來和平的協議者，刻意在臉上劃下一道新疤，讓新舊兩疤形成一個Ｘ型，以契合寓言中的「和事佬」身分。在受到囓齒族認可其為領袖後，與人族領袖盧克薩結盟，以期結束人類與囓齒族之間的敵對關係。
災難（The Bane/Pearlpelt）（種族：囓齒族）
湯普（Temp）（種族：爬蟲族）
小靴在地底下最好的朋友。

### 陸地人（Overlanders）
- 葛麗絲（Grace）：葛瑞格的母親。
- 葛瑞格的父親：於故事開始之初，已經失蹤兩年多了，後來被葛瑞格於地底世界所尋得。
- 麗姿/伊莉莎白（Lizzie/Elizabeth）：葛瑞格的妹妹，對於數學邏輯有很強的天賦，在終部曲中，成功協助盟軍破解囓齒族的密碼。
- 柯瑪琪太太（Mrs. Cormaci）：葛瑞格的鄰居，對於貧困的葛瑞格一家，常常給予幫助。於《熱血之禍》後，葛瑞格向其透露地底世界的存在，並尋求其對於家人在經濟與照護上的幫助。

### 地底人（Underlanders）
- 巴索羅諾．三明治（Bartholomew of Sandwich）
- 維庫斯（Vikus）：盧克薩的外祖父。
- 薩勒妃（Solovet）：盧克薩的外祖母。
- 亨利（Prince Henry）：盧克薩的堂哥，原本為第一順位皇室繼承人，後與囓齒族勾結失敗後意外身亡。
- 妮莉莎（Princess Nerissa）：盧克薩的堂妹，在亨利死後，成為第一順位皇室繼承人。
- 馬雷斯（Mareth）：在《災難預言》中，參與追捕災難的任務，卻因此意外喪失了一條腿。
- 霍雷肖（Horatio）
- 霍華德（Howard）：盧克薩的表哥。
- 哈姆內特（Hamnet）：盧克薩的舅舅。

### 陸底人（Halflanders）
- 海瑟（Hazard）：哈姆內特與一名未知名的陸地人所生下的混血人。

### 飛行族（Fliers）
- 雅典娜女王（Queen Athena）
- 奧羅拉（Aurora）：盧克薩的結盟夥伴，為一隻擁有金色毛皮的蝙蝠。
- 阿賈克斯（Ajax）：薩勒妃的結盟夥伴，身上毛皮的顏色宛如乾掉的血液般，據阿瑞斯所述，其本身並不受族人待見。
- 妮姬（Nike）：霍華德的結盟夥伴。為飛行族的公主，身上有著黑白條紋。
- 潘朵拉（Pandora）：如同牠的名字般，擁有及其強盛的好奇心。原本為霍華德的結盟夥伴，於第二部中，被旅途中遇到的食肉怪蟲給吞噬殆盡。

### 囓齒族（Gnawers）
- 高爵國王（King Gorger）：曾經統一整個囓齒族，並壯大囓齒族的領袖。在牠的領導下，時任的瑞加利亞國王與王后（盧克薩的父母）亡於牠手，也因此盧克薩對牠恨之入骨。頭上的王冕原先是屬於盧克薩父親的。
- 抽抽兒（Twitchtip）
- 嗜血（Lapblood）
- 獸癬（Mange）
- 燦舌（Twirltongue）：有著漂亮的銀色毛皮，在災難旁邊負責擔任智囊，也是煽動災難陷害老皮、屠殺細嚙族、誘使人類發動對戰爭的主謀。

### 爬行族（Crawlers）
- 迪克（Tick）：在首部曲時被選為執行任務的成員之一，後為拯救Temp與小靴而亡。也因為牠的犧牲，讓葛瑞格後來回到地面時，再也不忍心殺掉蟑螂。

### 紡紗族（Spinners）
- 薇佛絲皇后（Queen Wevox）
- 賈克斯（Gox）
- 崔佛萊克斯（Treflex）

### 細嚙族（Nibblers）
- 笛卡爾（Cartesian）
- 希薇安（Cevian）

### 光焰族（Shiners）
- 小光澄亮亮（Photos Glow-Glow/Photos Fo-Fo）
- 元氣（Zap）

### 嘶語族（Hissers）
- 皺皺（Frill）

## 世界觀

### 歷史
約莫幾個世紀前，住在英格蘭的巴索羅諾．三明治在夢中看到了一個壯麗的地下世界，由於他相信隨著人口的增長，地表上最終會成為一片荒蕪，因此他便與八百餘人一起千里迢迢的跑到當時的北美洲。在熟悉美洲當地的印地安人後，他們得知了前往地下世界的通道。經過五十多年的建設，巴索羅諾．三明治最後與他帶來的那八百餘人將通往地面的已知出入口近乎封盡，只留下五個。而來到地底的人們就此繁衍至今。

書中沒有明確的指出巴索羅諾．三明治究竟是什麼時候帶領著追隨者來到地底世界的。在《神秘印記》中，主角發現地底人的童謠當中，有一首是「Bat, Bat, Come Under my Hat」，這首歌謠源自於一首作者已經不可考的押韻詩，據考證其創作年代最近至少也是17世紀了，從這裡也可以推斷出，人類最早也至少要到17世紀左右，才來到地底世界定居的。雖然也有些說法表明，這首歌是源自於美國佛羅里達。

### 種族
地底下的生物有別於地面，其體型皆巨大許多，也擁有相當程度的文明與各式各樣的交易關係，而地底下對於各種族的稱呼均以其最顯著的特質稱呼，例如善於飛行的蝙蝠便叫做「飛行族」。
- 屠殺族（Killers）

即人類，由於人類乍來地底之初，為了取得肥沃且易守難攻的地區作為領地，因此利用各種奸詐且殘暴的方式屠殺該地的原始住民「挖鑿族」，以致於該種族近乎滅絕，此後，人類便被其他種族冠以屠殺之名。
隨著百年來的演化，地底人皆患有白化症，他們的皮膚異常白皙，且擁有著紅色或紫色的雙眼。
- 飛行族（Fliers）

即蝙蝠，為地底與人類最為友好，且結盟最久的種族，人類會為其供應糧食、裝備、建設等等，而飛行族則是與人類締結盟約，成為人類戰士的夥伴兼坐騎。雙方有戰事發生時，也皆會為對方提供援助。
其智力與人類不相上下，甚至更勝於人類。同時，騎乘飛行族也是地底下，已知最快的旅行方式。
- 囓齒族（Gnawers）

即老鼠，為地底世界中，除了人類以外，最為狡詐且殘暴的種族。由於重視力量，因此囓齒族向來有多個首領與其派系，在高爵國王的領導下，曾一度團結整個族群。
- 細嚙族（Nibblers）

即倉鼠，雖然與囓齒族為近親，然而由於細嚙族與人類間相對友善，甚至其部分族群乃居住於泉城的領地範圍，以致於囓齒族對之相當不滿，甚至有計畫的對其進行迫害與滅族。
- 爬行族（Crawlers）

即蟑螂，通常不與任何種族有所結盟，也沒有任何物種想與之結盟。由於戰鬥不佳、思緒遲緩，當有戰事發生時，總以撤退為第一要領。
於《最終戰役》中，由於小靴的緣故，因此加入人類方。
- 紡紗族（Spinners）

即蜘蛛，與人類間的關係稱不上友好,與各種族間幾乎都是保持中立，僅有在確認勝利者是誰時，才會選擇加入勝利方。與人族之間主要的交流活動是貿易，人類會向其購買由蜘蛛絲製成的布料、衣物、鞋襪等加工品。
- 光焰族（Shiners）

即螢火蟲，為一箱當懶惰的種族，唯一在乎的是填飽肚子，因此在《災難預言》中，當葛瑞格一行人遭遇意外而損失大量糧食後，便逃跑了，同時利用葛瑞格一行人的情報作為籌碼，換取囓齒族給與的食物。
由於懶惰，因此被黏液族在無聲無息下，驅離了自身的領土。
- 嘶語族（Hissers）

即褶邊蜥蜴，通常是和平的，非必要下都不會進行戰鬥。當受到威脅時，嘶聲族會先試圖透過打開牠們五顏六色的褶邊並踩踏地面，以威嚇他們的敵人。如果這不起作用，嘶聲族將試圖逃離危險。唯有前面兩種方式都不可行時才會進行戰鬥。
僅在《熱血之禍》中有對此種族進行描述，由於其大多生存於叢林，因此人類對其也不甚了解。
- 噬虐族（Cutters）

即螞蟻，因其總是利用鋒利的下頜骨切割東西而得名。外觀上大多是紅色的，長五英尺，高約兩英尺。目前尚不清楚他們是否能說話。他們把所有的恆溫動物都視為敵人，其中猶以囓齒族為甚，因此當《熱血之禍》的瘟疫爆發時，得知解藥消息後的牠們，甚至策動了成千上萬個士兵前去風眼葡萄園摧毀解藥。
與大多數地下生物不同，吞噬族幾乎沒有自我意識，只考慮整體族群的好處。而且，每個個體都相當忠於蟻后。
領地位於叢林中，風眼葡萄園以東，與火之國接壤。
- 螯針族（Stingers）

即蠍子，雖然說對於敵人相當兇猛，然而實際上並不好戰。於《神秘印記》中首次亮相，由於小靴的友好舉動，讓螯針族反過來協助葛瑞格一行人逃離囓齒族的追擊。為此，盧克薩也表示，只要是她尚掌權的時期，人類將與螯針族結盟，保證螯針族的安全。
- 挖鑿族（Diggers）

為一種鼴鼠，應葛瑞格的描述，其外觀酷似星鼻鼴鼠，為瑞加利亞地區的原先住民。由於瑞加利亞的土壤肥沃且地勢優越，因此以巴索羅諾．三明治為首的人類對其發動了戰爭。在戰爭末期，人類快失敗之時，人類對挖鑿族的水源投毒，以至於挖鑿族近乎滅絕，僅有極少數逃過一劫，也是因為此一浩劫，讓人類成為其他生物口中的屠殺族。
為了報復人類，於最終戰役中，選擇加入囓齒族一方，助其攻城。
- 黏液族（Slimers）

即蝸牛，據地底世界其他物種所述，牠們在無意識的狀況下，意外的驅逐閃光族並佔領牠們的領土，然而牠們始終沒有意識到這點。
移動速度相當緩慢，每小時僅移動一碼。
- 纏繞族（Twisters）
- 蛇怪（Serpents）
- 其他

除了上述外，尚有飛蛾（Moths）、發光魷魚（Squids）、食人蟲（Mites）等種族，但書中對於牠們的描述相當少。

### 地理
- 瑞加利亞（Regalia）：地底人的都城所在，也是地底人手中最為富饒的土地所在。
- 泉城（Fount）地底人領地之一，由盧克薩的表親所治理。
- 金蘋果園（Garden of the Hesperides）
- 死亡國（Dead Land）：老鼠的領土主要位於此處。範圍寬廣狹長，但多為貧瘠之地。
  - 高殿（High Hall）
  - 迷津城（The Labyrinth）：得名於其錯綜複雜，宛若迷宮般的洞窟廊道。位於水路區的盡頭之一，為《災難預言》任務的目的地，也是齧齒族在這之前藏匿災難的所在。
  - 地獄平原（Plain of Tartarus）：地底世界中，除了水路區外，少見的開闊平原地形，得利於此，這也是《最終戰役》中
- 水路區（Waterway）
  - 冥廊（Hades Hall）
  - 下塌道（Swag）
- 火之國（Firelands）：由綿延不斷的地底火山所構成，幅員廣大，與許多書中提及與未提及的地區相接壤，包括叢林。
- 叢林
  - 坦塔洛斯拱門（Arch of Tantalus）：為進入叢林的門道之一，其外灘與拱門造型皆由叢林本身以受害者的骸骨打造而成。該地的名字是飛行族取的，坦塔洛斯來源於希臘神話，寓意進入叢林的人將面對唾手可得但無法飲用的溪水及看似香甜可口卻不可食用的果糧，且又須為隨時可能遭受的危險而驚嚇惶恐。
  - 風眼葡萄園（The Vineyard of Eyes）
- 未究之地（Uncharted Lands）

### 社會制度
不同種族有不同的制度，從君主立憲到專制獨裁都有，不過幾本上都與該物種的習性有關。但總體上來說，地底下的世界，各國都是民族國家。
- 瑞加利亞理事會：為地底人的最高權力機構。由於女王盧克薩上未成年，因此由理事會代為行使權力。

### 結盟
在地底世界，「結盟」是締結生死誓約的儀式，結盟後的雙方都必須為了對方而付出，倘若有一方違背誓約，輕則驅逐出族群，重則死刑。最常見的是人類與飛行族的結盟，結盟儀式時需要相互吟唱一段誓約，內容如下（以葛瑞格與阿瑞斯舉例）：

| 中文                             | 英文                                                 |
| -------------------------------- | ---------------------------------------------------- |
| 飛行族阿瑞斯，我與你結盟。       | (Bondmate's name) the (species name), I bond to you. |
| 我倆的生死合為一體               | Our life and death are one, we two.                  |
| 在暗處，在火中，在戰場，在爭鬥。 | In dark, in flame, in war, in strife                 |
| 我救你如拯救我自己。             | I save you as I save my life.                        |

### 傳遞樹狀圖（Tree of Transmission）
於地底世界的地位等同於地表的摩斯密碼，是由承平時代的人類、老鼠、倉鼠、蜘蛛、蟑螂和蝙蝠所共同創建的。有別於摩斯密碼的兩種訊號，傳遞樹狀圖是由「點（click）」、「刮(scratch)」、「敲(tap)」所組成。

於樹狀圖上，敲表示為「|」；刮表示為「/」；點表示為「\」。其對應如下表所示：
| A \| B \| \ C \| \| D \| / E \ F \| \| \ G \| \| \| | H \| \| / I / J \| \ \ K \| \ \| L \| \ / M \| / \ N \| / \| | O \| / / P \ \ Q \ \| R \ / S / \ T / \| U / / | V \| \| \ \ W \| \| / / X \| \| \| \ Y \| \| \| / Z \| \| \| \| |

### 預言
故事中唯一一位登場的預言家為巴索羅諾．三明治，系列中所提及的預言都是由他所作。書中出現的預言如下所列：
暗灰預言（The Prophecy of Gray）
首次登場於系列首部曲《光明戰士》。文字原版刻畫於預言室之中。
| 中文                                   | 英文                                                |
| -------------------------------------- | --------------------------------------------------- |
| 當心了，地底人，時間命懸一線。         | Beware, Underlanders, time hangs by a thread        |
| 獵人遭獵捕，清水轉鮮紅，               | The hunters are hunted, white water runs red.       |
| 齧齒準備攻擊，消滅非己之族，           | The gnawers will strike to extinguish the rest.     |
| 絕望中的希望岑在於一趟任務之中。       | The hope of the hopeless resides in a quest.        |
| -                                      |                                                     |
| 一名陸地戰士，太陽之子，               | An Overlander warrior, a son of the sun,            |
| 或替我們帶回光明，或讓我們一無所獲，   | May bring us back light, he may bring us back none. |
| 集結你們的同胞，跟隨他的召喚，         | But gather your neighbors and follow his call       |
| 否則老鼠肯定將所有人吞噬殆盡。         | Or rats will most surely devour us all.             |
| -                                      |                                                     |
| 兩名陸地，兩名地底隸屬皇室後裔，       | Two over, two under, of royal descent,              |
| 兩名飛行，兩名爬蟲，兩名紡紗點頭同意， | Two fliers, two crawlers, two spinners assent.      |
| 一名齧齒在旁，一名迷失前方，           | One gnawer beside and one lost up ahead.            |
| 細數亡者時，八名會留下。               | And eight will be left when we count up the dead.   |
| -                                      |                                                     |
| 最後一名亡者必須站定立場，             | The last who will die must decide where he stands.  |
| 八名命運握在他的手上，                 | The fate of the eight is contained in his hands.    |
| 命他好好照料自己，命他注意腳底之土，   | So bid him take care, bid him look where he leaps,  |
| 因為生或許是死，兒死或許再次重生。     | As life may be death, and death life again reaps.   |
災難預言（The Prophecy of Bane）
首次登場於系列首部曲《災難預言》。文字原版刻畫於預言室之中。
| 若地底墜落。陸地跳躍，       |
| 若生者逝世，死者重生，       |
| 黑暗勢力即將興起，           |
| 地底國誠了葬生之地。         |
| -                            |
| 聽啊，從地獄傳來的老鼠聲響， |
| 遺忘已久的白雪是牠的顏色，   |
| 披著雪白外衣的邪惡魔鬼，     |
| 戰士可會將他的光芒摧毀？     |
| -                            |
| 是什麼讓戰士由勝轉虛？       |
| 是什麼讓齧齒苦苦追尋？       |
| 一個牙牙學語的小傢伙，       |
| 一手掌握了整片地底國。       |
| -                            |
| 寶寶死去，他的心也死去，     |
| 他最重要的本性棄世遠去，     |
| 和平消失，不得安寧，         |
| 從此權力落入齧齒手心。       |
熱血預言（The Prophecy of Blood）
首次登場於系列首部曲《熱血之禍》。文字原版刻畫於預言室之中。由於預言本身是鏡像的，因此閱讀時需輔以鏡子。
| 恆星動物面臨傳染浩劫，   |
| 瞬息間，性命岌岌可危，   |
| 皮膚做記，命運已定，     |
| 地底國成了盤中之祭。     |
| -                        |
| 轉啊，轉啊，轉啊轉，     |
| 汝只見事實，卻不知何時， |
| 解藥、錯誤始交纏，       |
| 纏成了一條單藤蔓。       |
| -                        |
| 帶上陸地的戰士，         |
| 不捨摯愛讓他心躊躇，     |
| 帶上公主，否則希望全無， |
| 沒有她，就沒有爬行族。   |
| -                        |
| 轉啊，轉啊，轉啊轉，     |
| 汝只見事實，卻不知何時， |
| 解藥、錯誤始交纏，       |
| 纏成了一條單藤蔓。       |
未具名
首次登場於系列首部曲《神秘印記》。文字原版刻畫於育兒室，因此後來被廣為流傳，成為地底人的兒歌之一。
| 火光中，跳著舞，                     |
| 看那征服夜晚的女王，                 |
| 金光罩頂，炙熱閃亮。                 |
| 爸爸，媽媽，兄弟，姊妹，             |
| 走的走，不知道，                     |
| 能否再見另一個。                     |
| -                                    |
| 細嚙族，落陷阱，                     |
| 看著牠們叫又跳，                     |
| 不一會兒，安靜了，細嚙族開始睡午覺。 |
| 爸爸，媽媽，兄弟，姊妹，             |
| 走的走，不知道，                     |
| 能否再見另一個。                     |
| -                                    |
| 賓客已到家門口，                     |
| 這兒切切，那兒倒倒，                 |
| 一如往常招待他。                     |
| 爸爸，媽媽，兄弟，姊妹，             |
| 走的走，不知道，                     |
| 能否再見另一個。                     |
時光預言（The Prophecy of Time）
首次登場於系列首部曲《最終戰役》。文字原版刻畫於預言室之中。
| 時間不多了，                         |
| 時間不多了，                         |
| 時間不多了。                         |
| -                                    |
| 將吾之劍贈與戰士，汝等命運操之在彼。 |
| 別忘了時間緊迫，                     |
| 還有那倒處傳來的答答、答答、答答。   |
| 老鼠舌頭也許靈巧，雙腳裁示傳遞技巧， |
| 因為齧齒密碼靠的是，爪子而非大嘴巴。 |
| -                                    |
| 時間凍結了，                         |
| 時間凍結了，                         |
| 時間凍結了。                         |
| -                                    |
| 解開密碼的玄機，關鍵人物是公主。     |
| 她逃避不了這場仗。                   |
| 還有那倒處傳來的沙沙、沙沙、沙沙。   |
| 神秘陰謀要小心，陷阱就在名字裡。     |
| 她看見的即是漏洞，齧齒密碼的漏洞。   |
和事佬
首次登場於系列首部曲《最終戰役》。文字原版刻畫於預言室之中。
| 他悄悄地來，沒人發覺，                 |
| 他操弄死亡，格格不入，                 |
| 他慘遭殺害，死而復生。                 |
| 他以Ｘ為記，兩線相遇。                 |
| 最後，彼此交叉，                       |
| 兩方陣營終見面，其中一方叫人出奇不意。 |

### 其它
- 戰狂（rager）
- 氣味預言師
- 亡者誓約（The Viw to the Dead）
- 星蔭（starshade）

## 小說
該系列總共有五部作品。
1. 光明戰士（Gregor the Overlander）（2003年）
2. 災難預言（Gregor and the Prophecy of Bane）（2004年）
3. 熱血之禍（Gregor and the Curse of the Warmbloods）（2005年）
4. 神祕印記（Gregor and the Marks of Secret）（2006年）
5. 最終戰役（Gregor and the Code of Claw）（2007年）

## 歷史
此系列的首部曲光明戰士（Gregor the Overlander）最早是在2003年，於美國出版。是知名暢銷小說《飢餓遊戲》作者的處女作。

## 獎項
- 《紐約時報》排行榜暢銷作品。
- 《紐約時報》最佳讀物。
- 《科克斯書評》編輯推薦選書。
- 紐約公共圖書館100本值得閱讀與分享的好書。
- 新大西洋獨立書商協會（NAIBA）年度最佳小說獎。
- 馬薩諸塞州兒童讀物獎榮譽書籍。
- 賓州最佳青少年讀物獎。

## 佚事
- 當時尚未在臺灣出版時，這系列的名稱被暫譯成《地底編年史》。[5]
- 在該系列的終部曲尚未被翻譯出版時，官方的中文譯名都是用《囓齒法典》。[6]
- 在撰寫《最終戰役》時，對於從不公平戰爭到正義戰爭的探究，給予了蘇珊．柯林斯對於創作《飢餓遊戲》系列的啟發。[7]

## 註解
1. ↑  中文翻譯成老鼠，但原文為Rat，也就是巨鼠類。
2. ↑  中文翻譯成倉鼠，但原文為Mice，也就是小鼠一類。譯者為了方便讀者快速分辨mice與rat上的差別，因此直接將之翻譯成倉鼠。